# Scatopsoidea
Aproximadamente 400 espécies da superfamília Scatopsoidea foram encontradas pelo mundo e descritas, porém, ainda há muitas aguardando descrição ou descoberta, e a biologia desses insetos é apenas parcialmente conhecida.
Suas larvas habitam lugares ricos em matéria orgânica em decomposição. São morfologicamente semelhantes a exemplares pequenos da família dos bibionidae